# ОШ „Никодије Стојановић Татко” Прокупље
Основна школа "Никодије Стојановић - Татко" је основна школа у Прокупљу.

## Основни подаци
Школа носи име по народном хероју Никодију Стојановићу Татку, чија се спомен биста налази у дворишту, испред школске зграде.
Основана је 21. маја 1952. године, Одлуком Савета за просвету и културу народног одбора градске скупштине, а ово име је добила 15. јуна 1956. године.
Од 1955. године налази се у садашњој згради, која датира из последње деценије XIX века, а у граду је позната под именом "Стара гимназија". Ова зграда је 8. августа 1997. године проглашена за културно-историјски споменик.
Поред матичне школе у граду, у склопу школе раде и истурена одељења у Доњој Речици, Булатовцу, Рељинцу и Баботинцу.

## Галерија
- Основна школа "Никодије Стојановић Татко" у Прокупљу
- Основна школа "Никодије Стојановић Татко" у Прокупљу
- Основна школа "Никодије Стојановић Татко" у Прокупљу